# Gregor Stähli
Gregor Stähli (Zurique, 28 de fevereiro de 1968) é um piloto de skeleton suíço. Ele conquistou duas medalhas de bronze olímpicas em 2002 e em 2006.